# Amt Gerswalde
Het Amt Gerswalde  is een samenwerkingsverband van vijf gemeenten in het Landkreis Uckermark in de Duitse deelstaat Brandenburg. Het amt telt 4.448 inwoners. Het bestuurscentrum is gevestigd in Gerswalde.

## Gemeenten
Het amt omvat de volgende gemeenten:
1. Flieth-Stegelitz (699)
2. Gerswalde (1.806)
3. Milmersdorf (1.797)
4. Mittenwalde (473)
5. Temmen-Ringenwalde (725)